# 陽なたの干しぶどう
『陽なたの干しぶどう』（A Raisin in the Sun）は、ロレイン・ハンズベリーによる戯曲の舞台劇、またはそのテレビドラマ化・映画化作品。
シカゴの黒人居住区に住む一家が、死去した父親の死亡保険金により白人居住区内の家を購入し、そこへの転居に至るまでの曲折を描いた作品。
1959年、ブロードウェイにてシドニー・ポワチエの主演で、初演される。これが黒人女性脚本家による、また黒人演出家によるブロードウェイ初の作品となった。翌年のトニー賞には作品賞、演出賞(ロイド・リチャーズ)、主演男優賞、主演女優賞(クローディア・マクニール)の候補となった。
2004年とケニー・リオンの演出でリヴァイヴァルされた際はトニー賞の再演演劇作品賞候補となり、主演女優賞(フィリシア・ラシャッド)と助演女優賞(オードラ・マクドナルド)を受賞。2ヶ月ほどの限定上演だったが、2008年には同一メンバーが再集結しテレビ映画として収録され、これも評判となりゴールデングローブ賞、エミー賞にノミネートされた。
2014年のデンゼル・ワシントン主演でリオン演出版が再演され、トニー賞再演作品賞と主演女優賞(ソフィー・オコネドー)を受賞した。
1961年にポワチエ主演、ダニエル・ペトリ監督で映画化されたが、日本はレンタル・ビデオ・リリース。
1989年に演劇の映像化を収録するテレビ番組『American Playhouse』でビル・デューク監督によってテレビ化されている。